# Nineteen
Nineteen – trzeci album włoskiej grupy power metalowej Spellblast. Płyta została wydana za sprawą serwisu "kickstarter". Album został stworzony jako album koncepcyjny, który w całości ma opowiadać o cyklu Mroczna Wieża autorstwa Stephena Kinga. Wraz z nową płytą zespół zrezygnował z folkowego brzmienia. Zmienił się również skład grupy. Wśród zmian, najbardziej znaczącą była zmiana wokalisty.

## Lista utworów
1. "Banished" – 03:46
2. "Eyes in the Void" – 04:40
3. "Highway to Lud" – 03:56
4. "A World That Has Moved On" – 01:41
5. "The Reaping" – 03:45
6. "Into Demon's Nest" – 03:51
7. "Blind Rage" – 03:55
8. "Shattered Mind" – 03:59
9. "Until the End" – 04:37
10. "We Ride" – 03:35
11. "Programmed to Serve" – 04:07
12. "Endless Journey" –	04:11
13. "The Calling" –	05:36

## Wykonawcy
- Xavier Rota – gitara basowa
- Daniele "Scavo" Scavoni – wokal
- Luca Arzuffi – gitara
- Michele Olmi – perkusja[2]